# Anders von Düben den yngre
Anders von Düben den yngre, född 28 augusti 1673 i Stockholm, död 23 augusti 1738, var en svensk friherre, kapellmästare, tonsättare och hovman.

## Biografi
von Düben var son till Gustaf Düben den äldre och Emerentia Standaert, bror till Gustaf von Düben den yngre, Joachim von Düben den äldre och Emerentia von Düben samt far till Joachim von Düben den yngre. Han var från 1686 verksam vid Hovkapellet, studerade bland annat i Paris på 1690-talet, och blev 1698 hovkapellmästare på sin brors rekommendation, en post han innehade fram till 1726. Redan 1711 frånträdde han dock i praktiken denna befattning, då han utnämndes till kammarherre. Han har komponerat en rad sånger och klaverstycken samt en balett. 1721 blev han hovmarskalk.
Anders von Düben skänkte 1732 en, av honom själv och fadern hopsamlad, musikaliesamling till Uppsala universitetsbibliotek, och denna samling kom senare att kallas Dübensamlingen. Han var den siste musikern i släkten Düben.
Han adlades jämte sina syskon Joachim och Emerentia 11 oktober 1707; de upphöjdes i friherrligt stånd 1719. von Düben huserade i det Schefflerska palatset mellan 1733 och 1738.

### Familj
von Düben gifte sig första gången 10 maj 1700 med Ulrika Friedenreich (1684–1715), dotter av hovapotekaren Julius Fredrik Friedenreich och Justina Sofia Jung. De fick tillsammans barnen Justina Sofia von Düben (född 1703) som var gift med majoren Johan Hård af Segerstad och sekreteraren Mattias Hellén, Emerentia von Düben (1705–1706), kammarherren Carl Gustaf von Düben (1707–1733), riksrådet Joachim von Düben (1708–1786) och Fredrika Ulrika von Düben (1711–1784) som var gift med statssekreteraren Anders Skutenhielm.
von Düben gifte sig andra gången 24 november 1715 i Stockholm med Hedvig Ulrika Fleming af Liebelitz (1694–1717), dotter av kammarrådet Johan Casimir Fleming af Liebelitz och Charlotta Bielkenstierna. De fick tillsammans sonen Fredrik von Düben (1717–1717).
von Düben gifte sig tredje gången 19 januari 1718 i Romfartuna församling med Christina Sparfvenfeldt (1695–1780), som var dotter av överceremonimästaren Johan Gabriel Sparfvenfeldt och Antoinetta Sofia Hildebrand. De fick tillsammans barnen Fredrik Ulrik von Düben (1719–1728), kammarherren Johan Gabriel von Düben (1722–1797), hovstallmästaren Maximilian von Düben (1723–1798), Antoinetta Sofia von Düben (1727–1797), Georg von Düben (1729–1735), löjtnanten Anders Vilhelm von Düben (1731–1757) vid fortifikationen, hovmarskalken Henrik Jakob von Düben (1733–1805) och Gustaf von Düben (1734–1734).

## Verkförteckning
- Ballet réprésenté par ordre de Sa Majesté la Reine Doüairière sur le théâtre du Palais Royal à Stockholm, skriven för änkedrottning Hedvig Eleonora (1701)

### Vokalmusik
- Av underdånig nit (Nyårsönskan)
- Alla med en mun och röst (För Ulrika Eleonoras födelsedag 1714)
- Gottes Güte sei gepriesen
- Huru kort och ont är dock vårt liv
- Högsta himmel vi dig sjunga (för Hedvig Sofias födelsedag)
- Leve väl i långa tider (Nyårsönskan 1704)
- Ende Svea arvprinsessa (Nyårsönskan 1715)
- Le destin des poissons (för Hertigens av Holstein födelsedag 1706)
- Nu bör oss prisa Gud (Nyårsönskan)
- Vi kunna ej nogsamt betyga vår fägnad vid början av året (Nyårsönskan)
- Vi önskom vår monark (Nyårsönskan 1702, Johan Gabriel Werwing)

### Instrumentalverk
- Mindre klaverstycken
  - Marche pour les Suédois
  - Gavotte
  - Ritournelle

- Menuett (1705)
- Menuett (1705)
- Menuett (1707)
- Menuett (1727)
- Menuett (1719)

- Marche de Narva/Marche pour les Suédois

- Menuett La Combatt

- Sju menuetter